# Severní válčiště Čínské lidové osvobozenecké armády
Severní válčiště Čínské lidové osvobozenecké armády (čínsky v českém přepisu čung-kuo žen-min ťie-fang-ťün bej-pu čan-čchü, pchin-jinem zhōngguó rénmín jiěfàngjūn běibù zhànqū, znaky zjednodušené 中国人民解放军北部战区) je jedno z pěti válčišť Čínské lidové osvobozenecké armády. Bylo zformováno 1. února 2016, a jeho předchůdci byl Vojenský okruh Šen-jang a části Vojenského okruhu Peking a Vojenského okruhu Ťi-nan. Velitelství Severního válčiště je v Šen-jangu v provincii Liao-ning.
Velitelství Severního válčiště jsou podřízeny vojenské síly v pěti administrativních celcích provinční úrovně v severní a severovýchodní Číně (provincie Ťi-lin, Chej-lung-ťiang, Liao-ning a Šan-tung, a autonomní oblast Vnitřní Mongolsko). Strategickým směrem Severního válčiště je sever (Mongolsko, východní Sibiř), a východ (Pochajské moře a Korejský poloostrov). Vzhledem k odpovědnosti za plánování operací na Korejském poloostrově je Severnímu válčišti podřízena také Severomořská flota.
V současnosti je velitelem Severního válčiště generálplukovník Wang Čchiang, politickým komisařem je admirál Liou Čching-sung.

## Organizační struktura

### Funkční oddělení
- štábní oddělení
- oddělení politické práce
- komise pro kontrolu disciplíny

### Složky
- pozemní síly Severního válčiště
  - 78. armádní sbor
  - 79. armádní sbor
  - 80. armádní sbor
- námořnictvo Severního válčiště
- letectvo Severního válčiště

## Velení
| Velitelé 1. genplk. Sung Pchu-süan (宋普选) (leden 2016 – srpen 2017) 2. genplk. Li Čchiao-ming (李桥铭) (září 2017 – září 2022) 3. genplk. Wang Čchiang (王强) (září 2022 – ve funkci) | Političtí komisaři 1. genplk. Čchu I-min (褚益民) (leden 2016 – leden 2017) 2. genplk. Fan Siao-ťün (范骁骏) (leden 2017 – leden 2022) 3. adm. Liou Čching-sung (刘青松) (leden 2022 – ve funkci) |